# أنطوني بيلي (كاتب)
أنطوني بيلي (بالإنجليزية: Anthony Bailey)‏ هو كاتب بريطاني، ولد في 5 يناير 1933 في بورتسموث في المملكة المتحدة.